# 男性恐懼症
男性恐懼症是恐懼症的一種，表現為對陌生男性無條件極度恐懼，即使本人知道這種恐懼是沒有必要的，也無法遏止。患者遇見陌生男性時會非常緊張、不自然；不僅僅是「害羞」那樣簡單，症狀表現非常強烈，常出現面紅耳赤、言語不清、甚至拒絕與陌生男性說話等行為。
男性恐懼症屬於一種社交恐懼症，嚴重影響患者的正常社會生活，甚至可能因此導致其它心理疾病的產生。
男性恐懼症多發於青春期的女學生；亦可能會在男性身上發生，其造成的社交障礙更嚴重。

## 成因
男性恐懼症的原因尚無醫學定論，有以下一些可能：
- 患者早年時父母要求太高，受太多指責。在這種教育環境下，他們往往會提高對自我的要求，會去揣摩別人的感受，從而能讓自己表現得更好，而越是這樣便會越緊張。
- 患者早年缺乏關愛，尤其是來自男性親人的愛。他們因此無從知道如何和陌生男性往來、如何接受來自男性的關愛。而倘若其父親過於嚴厲和兇悍而缺乏溫和與細膩，則更容易導致女孩子產生男性恐懼心理。
- 患者早年受到的不當教育。例如從小受到單身母親的敵視男性的宣傳教育的女兒，可能會同樣對陌生男性產生強烈的反感。
- 患者早年受到的心理傷害。例如幼年受到父兄或男孩子的欺侮或虐待。亦可能是受過性侵犯、性騷擾等。
- 受到遺傳基因的影響，上一代有此症狀，下一代子女易出現相同症狀。
- 在胚胎成長過程中，孕婦受到飲食成份影響（比如海洋污染、人工色素香料），導致嬰兒發育過程中，身體組成細胞的原料錯誤，DNA受到干擾，影響神經系統發育。

## 延伸閱讀
- 女性恐惧症